# Мальцов, Сергей Акимович
Сергей Акимович Мальцов (искаж. Мальцев; 1771 — 30 августа [11 сентября] 1823, Москва) — русский промышленник из рода Мальцовых, владелец Гусевской хрустальной фабрики.

## Биография
Родился в семье стеклопромышленника, основателя Гусевской хрустальной фабрики Акима Васильевича Мальцова и дворянки Марии Васильевны Мальцовой. В 1786 году на основании дворянских прав, полученных отцом, он вместе с младшим братом Иваном были записаны на воинскую службу в лейб-гвардии конный полк и к 20 годам имели чин вахмистра.
О Сергее Акимовиче в молодости шла недобрая слава. Выйдя в отставку ещё при Павле I, бывший корнет лейб-гвардии конного полка Сергей Мальцов повел рассеянную светскую жизнь. В Петербурге он возобновил знакомство со старыми сослуживцами по полку — Мещерскими, Мухановыми и другими и зарекомендовал себя как заядлый кутила, игрок в карты, сходил с ума от горячих орловских рысаков, участвовал в конных состязаниях и даже напечатал статью «О пользе скачек». Такой образ жизни требовал много денег. Мать удивлялась, постоянно спрашивала в письмах, куда он их тратит, но присылала. В это время поддерживал хорошие отношения с Сергеем Львовичем Пушкиным и в 1801 году был восприемником на крещении его сына Николая.
При всех недостатках Сергей Акимович слыл завидным, состоятельным женихом. Имея честолюбивые планы стать своим человеком в кругу петербургской аристократии, в 1802 году он женился на вдове премьер-майора П. И. Ладыженского и породнился со знатной княжеской фамилией Мещерских, которые владели угодьями на Рязанской земле, в тех местах, где были и мальцевские заводы.
По линии жены Мальцов вошел в родство с князьями Трубецкими, с графами Румянцевыми, Чернышевыми, Кушелевыми, с Всеволожскими, Матвеевыми и другими представителями родовитой знати. Женитьба положительно сказалась на Сергее Акимовиче, дав толчок его увлечению предпринимательской деятельностью, о которой он даже не помышлял в молодости в дни кутежей с друзьями.
В 1811 году умер состоятельный старик Илья Ладыженский, оставив все своё богатое наследство своей внучке Александре Петровне — падчерице Мальцова. В том же году умерла его мать, и между братьями Мальцовыми произошел имущественный раздел. Став владельцем крупного состояния, Сергей Акимович решил всерьез заняться заводским делом, организуя по купчей 1811 года целый ряд фабрик вокруг Гусевского хрустального завода в Мещерских землях Рязанской губернии. Он основал Курловскую стекольную фабрику в Касимовском уезде и в короткие сроки резко расширил дело.
Последствия Отечественной войны 1812 года вызвали огромный спрос на продукцию мальцевских заводов. Для Москвы и других городов и сел России требовалось громадное количество стекла. По данным статистики, на заводах Сергея Мальцова за 1812 год было выработано 1 704 650 изделий из стекла и хрусталя. Окрепнув и встав на ноги после наполеоновского нашествия, Сергей Мальцев старался поднять на новый, ещё более высокий уровень качество посуды из гусевского хрусталя.
В эти годы его завод освоил выпуск бесцветного свинцового хрусталя с алмазной гранью. На заводах С. А. Мальцова, писали «Ведомости», лучшая отделка различной хрустальной посуды не уступает английской. Вскоре Сергей Акимович ещё более расширил своё дело. Он приобрел в 1817 году у младшего брата Ивана Акимовича Владимирские стекольные заводы. В 1819 году для лечения жены Мальцов ездил в Италию, где сумел познакомиться с работой итальянских стеклоделов, с секретами венецианских стекольных мастеров.
В 1820 году он стал одним из учредителей Императорского Московского общества сельского хозяйства, а позднее получил звание почетного члена этого общества.
Скончался от простуды 30.08.1823 году в Москве, не намного пережив свою жену и оставив наследникам крупное состояние. Похороны состоялись 01.09.1823 года. Погребен на кладбище Новодевичьего монастыря.
Детей после смерти его взял на воспитание младший брат — Иван Акимович.

## Семья
Был женат на вдове Анне Сергеевне Ладыженской (1780—1820), дочери князя Сергея Васильевича Мещерского (1737—1781). В последние годы жизни она тяжело болела. Для её лечения Мальцовы в 1819 году ездили в Италию. Граф М. Д. Бутурлин в своих записках отмечал: «Осенью того же года приехал во Флоренцию Сергей Акимович Мальцов со своим семейством. Мальцовы поселились на всю зиму во Флоренции, в отдаленной части города. Жена была из обреченных на смерть неизлечимым недугом. Сопровождал их известный московский врач г. Левенталь». 24 апреля 1820 года Анна Сергеевна скончалась в Риме. В браке имела детей:
- Софья Сергеевна (1805—1836), с 1828 года замужем за С. Д. Нечаевым (1792—1860); умерла на южном берегу Крыма от чахотки.
- Иван Сергеевич (1807—1880), крупный фабрикант, литератор и дипломат.
- Наталья Сергеевна (1808—1823)
- Мария Сергеевна (1810—1878), замужем за тайным советником Петром Ивановичем Колошиным.
- Сергей Сергеевич (1813—1838), приват-доцент Дерптского (Тартуского) университета, избрал научную карьеру, умер во Франции.

В семье Мальцова воспитывались двое его пасынков:
- Александра Петровна (02.03.1801—07.09.1832), замужем за действительным статским советником С. П. Валуевым (ум. 1844), сыном П. С. Валуева. Умерла от чахотки во Флоренции, похоронена на греческом православном кладбище в Ливорно[5].
- Сергей Петрович (1801—1810)